# Michael Franks
Michael Franks (La Jolla, California, 18 de septiembre de 1944) es un autor y cantante estadounidense de Smooth Jazz e instrumentista de cuerdas (guitarra, mandolina, banjo y otros). Ha grabado con diferentes músicos, como Patti Austin, Brenda Russell, Art Garfunkel y David Sanborn. Sus canciones han sido versionadas, entre otros, por Lyle Lovett, The Manhattan Transfer, Patti Labelle, Carmen McRae, Diana Krall, Shirley Bassey, Ringo Starr y The Carpenters.

## Biografía
Franks creció en el sur de California con su padre Gerald, su madre Betty y dos hermanas menores. Aunque nadie en su familia era músico, a sus padres les encantaba la música swing y sus influencias más tempranas incluyen Peggy Lee, Nat King Cole, Ira Gershwin, Irving Berlin y Johnny Mercer. A la edad de 14 años, Franks compró su primera guitarra, una Marco Polo japonesa por 29,95 dólares con seis lecciones particulares incluidas - la única educación musical que recibió.
En la University High de San Diego, Franks descubrió la poesía de Theodore Roethke con su prosa y métricas. En el bachillerato, empezó cantando folk-rock, acompañándose de la guitarra. Estudiando inglés en la Universidad, en UCLA, Michael descubrió a Dave Brubeck, Patti Page, Stan Getz, João Gilberto, Antonio Carlos Jobim y Miles Davis. Nunca estudió música en la Universidad ni después, pero se licenció en Artes en UCLA en literatura comparativa en 1966 y recibió un máster en Arte por la Universidad de Oregón en 1968. Fue profesor asistente en los programas de doctorado de literatura americana en la Universidad de Montreal antes de volver a impartir clases a jornada partida en UCLA.
En este tiempo Michael comenzó a componer, empezando por el musical antibelicista "Anthems in E-flat" protagonizado por Mark Hamill. También compuso para las películas Count Your Bullets, Gallos de pelea, y La esposa comprada, protagonizada por Liv Ullmann y Gene Hackman. Sonny Terry y Brownie McGhee grabaron tres de sus canciones, incluyendo "White Boy Lost in the Blues" en su álbum Sonny & Brownie. Franks tocó la guitarra, el banjo y la mandolina en el álbum y les acompañó en la gira del mismo.  En 1973 grabó un álbum homónimo, más tarde reeditado como  Previously Unavailable, que incluía su hit menor "Can't Seem to Shake This Rock 'n Roll".
En 1975 Franks lanza su segundo álbum The Art of Tea, como comienzo de una larga relación con Warner Brothers Music. The Art of Tea contó con artistas como Joe Sample, Larry Carlton y Wilton Felder de The Crusaders e incluyó el hit "Popsicle Toes". Su tercer álbum, Sleeping Gypsy (1977), que incluye la canción "The Lady Wants to Know", fue parcialmente grabado en Brasil.  Por estas fechas, el percusionista Ray Armando le regaló una cabasa a Franks, que se convirtió en su instrumento más característico en el escenario cuando no tocaba la guitarra. Burchfield Nines (1978), que incluye la canción "When the Cookie Jar Is Empty", refleja su traslado a Nueva York y contiene un mayor sonido de la costa este de los Estados Unidos. Desde entonces, Franks ha grabado más de 15 álbumes.
Sus trabajos más conocidos incluyen "When I Give My Love to You", "Popsicle Toes", "Monkey See, Monkey Do", "Tiger in the Rain", "Rainy Night in Tokyo", y "Tell Me All About It". Su mayor éxito vino en 1983 con "When Sly Calls (Don't Touch That Phone)", del álbum Passionfruit. Sus hits en radio incluyen "Your Secret's Safe With Me" del álbum de 1985 Skin Dive, y "Island Life" de su álbum de 1987 The Camera Never Lies.

## Discografía

### Álbumes de estudio
| Año  | Álbum                              | Sello discográfico                         |
| ---- | ---------------------------------- | ------------------------------------------ |
| 1973 | Michael Franks                     | Brut                                       |
| 1975 | The Art of Tea                     | Reprise                                    |
| 1977 | Sleeping Gypsy                     | Warner Bros.                               |
| 1978 | Burchfield Nines                   | Warner Bros.                               |
| 1979 | Tiger in the Rain                  | Warner Bros.                               |
| 1980 | One Bad Habit                      | Warner Bros.                               |
| 1980 | Michael Franks with Crossfire Live | Warner Bros.                               |
| 1982 | Objects of Desire                  | Warner Bros.                               |
| 1983 | Passionfruit                       | Warner Bros.                               |
| 1983 | Previously Unavailable             | DRG; reedición de 1973 de Michael Franks   |
| 1985 | Skin Dive                          | Warner Bros.                               |
| 1987 | The Camera Never Lies              | Warner Bros.                               |
| 1990 | Blue Pacific                       | Reprise                                    |
| 1993 | Dragonfly Summer                   | Warner Bros.                               |
| 1995 | Abandoned Garden                   | Warner Bros.                               |
| 1999 | Barefoot on the Beach              | Windham Hill                               |
| 2003 | Watching the Snow                  | Rhino; re-released in 2007 on Koch Records |
| 2006 | Rendezvous in Rio                  | Koch Records                               |
| 2011 | Time Together                      | Shanachie                                  |

### Álbum en directo
| Año  | Álbum                              | Sello discográfico |
| ---- | ---------------------------------- | ------------------ |
| 1980 | Michael Franks with Crossfire Live | Warner Bros.       |

### Álbumes compilatorios
| Año  | Álbum                                         | Sello discográfico |
| ---- | --------------------------------------------- | ------------------ |
| 1988 | Indispensable: The Best of Michael Franks     | Warner Bros.       |
| 1998 | The Best of Michael Franks: A Backward Glance | Warner Bros.       |
| 2003 | The Michael Franks Anthology: The Art of Love | Warner Bros.       |
| 2004 | Love Songs                                    | Warner Bros.       |

### Aparece en
| Año  | Álbum                                    | Artista       | Sello discográfico |
| ---- | ---------------------------------------- | ------------- | ------------------ |
| 2010 | The Art of Michael Franks                | Veronica Nunn | Dead Horse Records |
| 2018 | Cool School. The Music of Michael Franks | Leo Sidran    | Warner Music       |